# Emmerberg (Herrschaft)

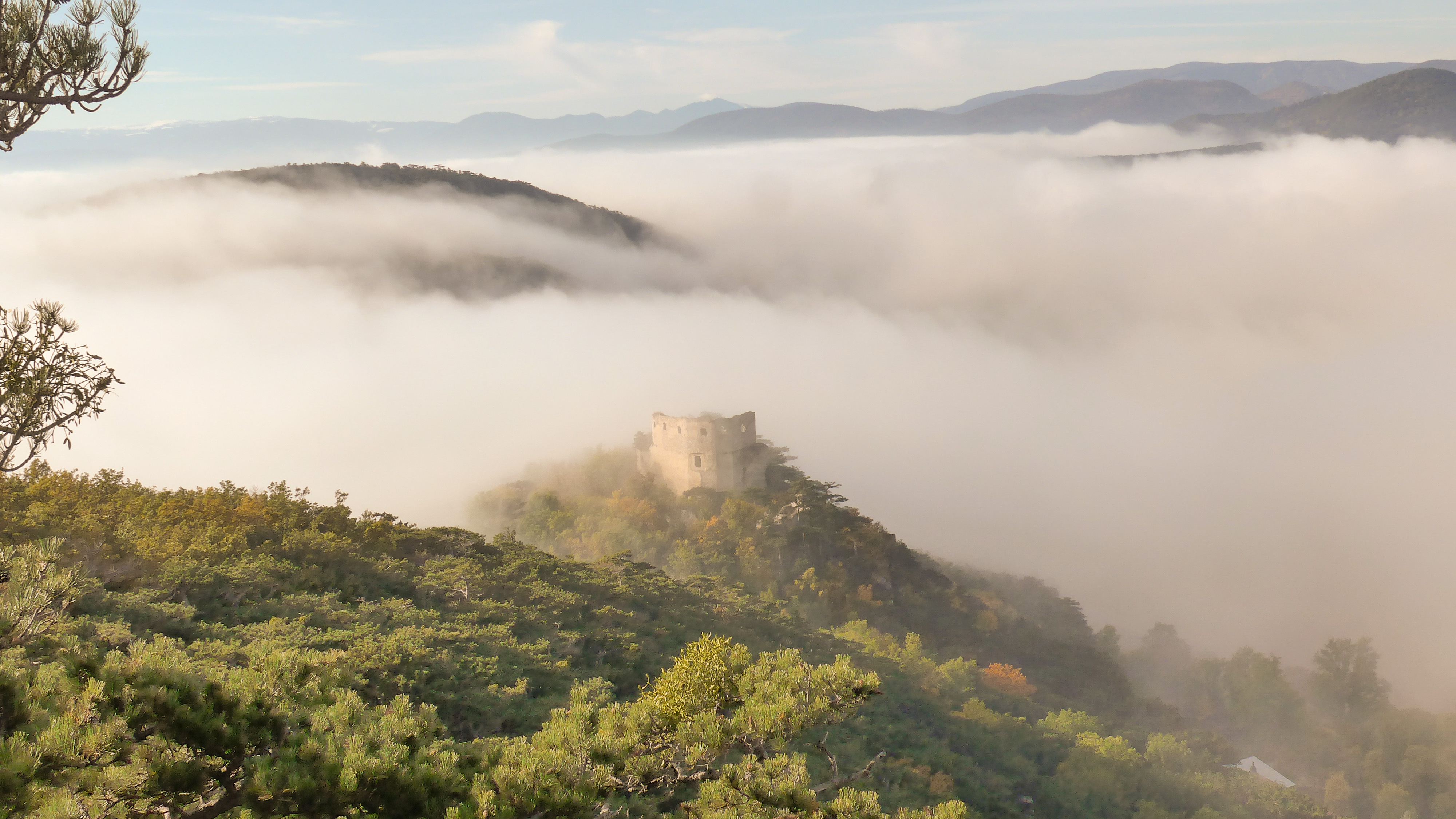
Burgruine Emmerberg um 2016

Die Herrschaft Emmerberg (auch Emerberg) war eine Grundherrschaft im Viertel unter dem Wienerwald im Erzherzogtum Österreich unter der Enns, dem heutigen Niederösterreich. Sie wurde 1833 mit der Herrschaft Gerasdorf am Steinfelde zur Herrschaft Gerasdorf am Steinfelde und Emerberg vereinigt. Ihr Zentrum war über Jahrhunderte die Feste Emmerberg.

## Ausdehnung
Bei der Zusammenlegung mit Gerasdorf umfasste die Herrschaft die Ortsobrigkeit über Emmerberg, Winzendorf, Raglitz und Neusiedl am Schneeberg. Emmerberg wurde 1833 mit Gerasdorf am Steinfelde zusammengelegt. Der Sitz der Verwaltung befand sich zuletzt im Schloss Gerasdorf, der heutigen Justizanstalt Gerasdorf, später in Schloss Hernstein. Im Zuge der Revolution von 1848/1849 im Kaisertum Österreich wurde die Herrschaft wie alle anderen aufgelöst.

## Geschichte
siehe auch Burgruine Emmerberg

### Herren von Prosset 12. Jahrhundert

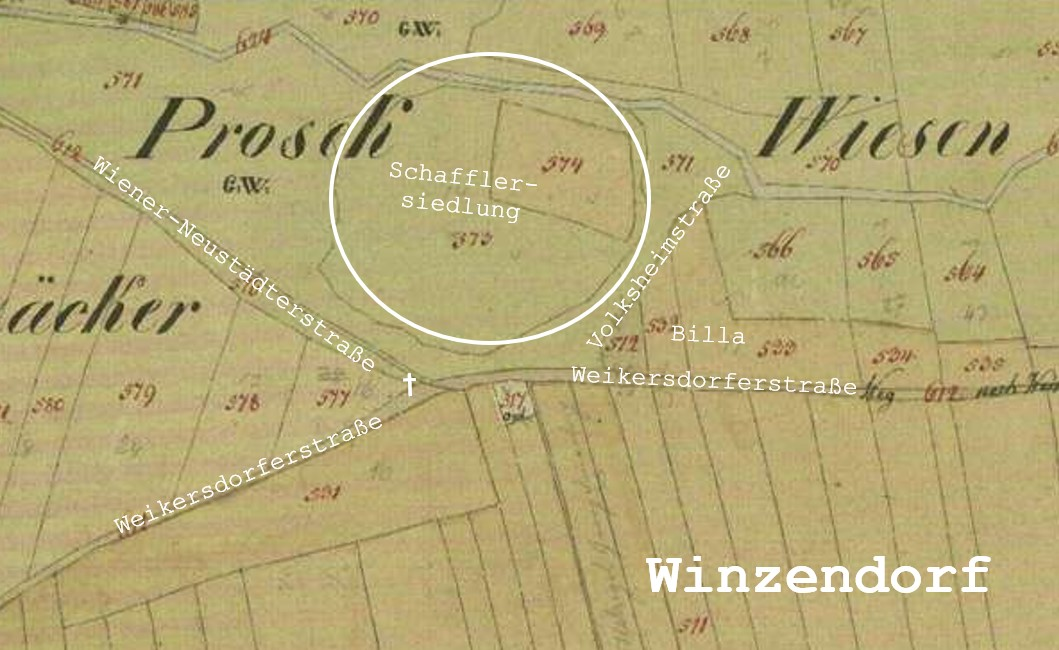
Das Castrum Prozath lag vermutlich im Bereich der heutigen Schafflersiedlung

Zu welcher Zeit sich die Grundherrschaft Emmerberg im Sinne einer Verfügungsgewalt über Personen, mit Eigengrund (Allod) und gegebenenfalls weiter entfernt liegendem Streubesitz herausgebildet hat, ist unbekannt. Die erste fassbare Personen ist Wulfing von Prosset (Wulfingus de Brozzat), erwähnt ab den dreißiger Jahren des 12. Jahrhunderts, der erste namentlich bekannte Landadelige in der Gegend der Neuen Welt. Er war ein Gefolgsmann des steirischen Markgrafen Otakar III. Otakar trachtete danach, eine „Entfremdung“ des Pittner Gebiets von der Steiermark zu verhindern. Zu diesem Zweck errichtete er an seiner nördlichen Landesgrenze entlang der Piesting einen „Sperrgürtel“ zwischen dem babenbergischen Österreich und dem von den Formbachern dominierten Pittner Kernland um Pitten und Neunkirchen. Dazu forcierte er den Bau von Festungsanlagen durch von ihm eingesetzte Ministerialen, zum einen Dienstmannen aus seinem angestammten Herrschaftsgebiet im Traungau im Ennstal, zum anderen kooperationsbereiten ortsansässigen Adeligen. Wulfing war ein solcher und stammte vom „castrum Prozath“. Wulfing nannte sich nach dem „castrum Prozath“ als auch nach der Burg Stein in Maiersdorf. Er errichtete Wulfingstein, später Tachenstein oder Dachenstein genannt. Er wurde zum Stammvater der Herren von Stubenberg-Kapfenberg-Hohenwang-Landesehre-Neuburg. Die Stubenberg-Kapfenberg waren über viele Generationen die reichsten und mächtigsten steirischen Ministerialen. In der älteren Forschung wurde der Standort des Castrums eher in der Gegend von Weikersdorf vermutet. Ronald Woldron lokalisiert das Castrum auf dem Gebiet der heutigen Schafflersiedlung in Winzendorf. Die Josephinische Landesaufnahme zeigt eine atypisch runde Parzelle, eine Art Insel in der Prosst auf der Proseckwiese. In diese eingeschlossen war eine zweite Parzelle, die das Kernwerk der Burg gewesen sein könnte. Die Lage der Burgstelle passt mit den historischen Angaben gut überein und wurde vermutlich wegen der Lage in der Überschwemmungszone aufgeben. Eine archäologische Bestätigung ist noch ausständig. Wulfings ältester Sohn Gottschalk von Prosset (Gotscalcus Schirling) wurde ganz im Osten des Pittner Gebiets, auf der Burg Landsee im heutigen Burgenland positioniert, nach innen gegen die Pittner, nach außen gegen die Ungarn positioniert.

### Emmerberger 1182 bis 1433

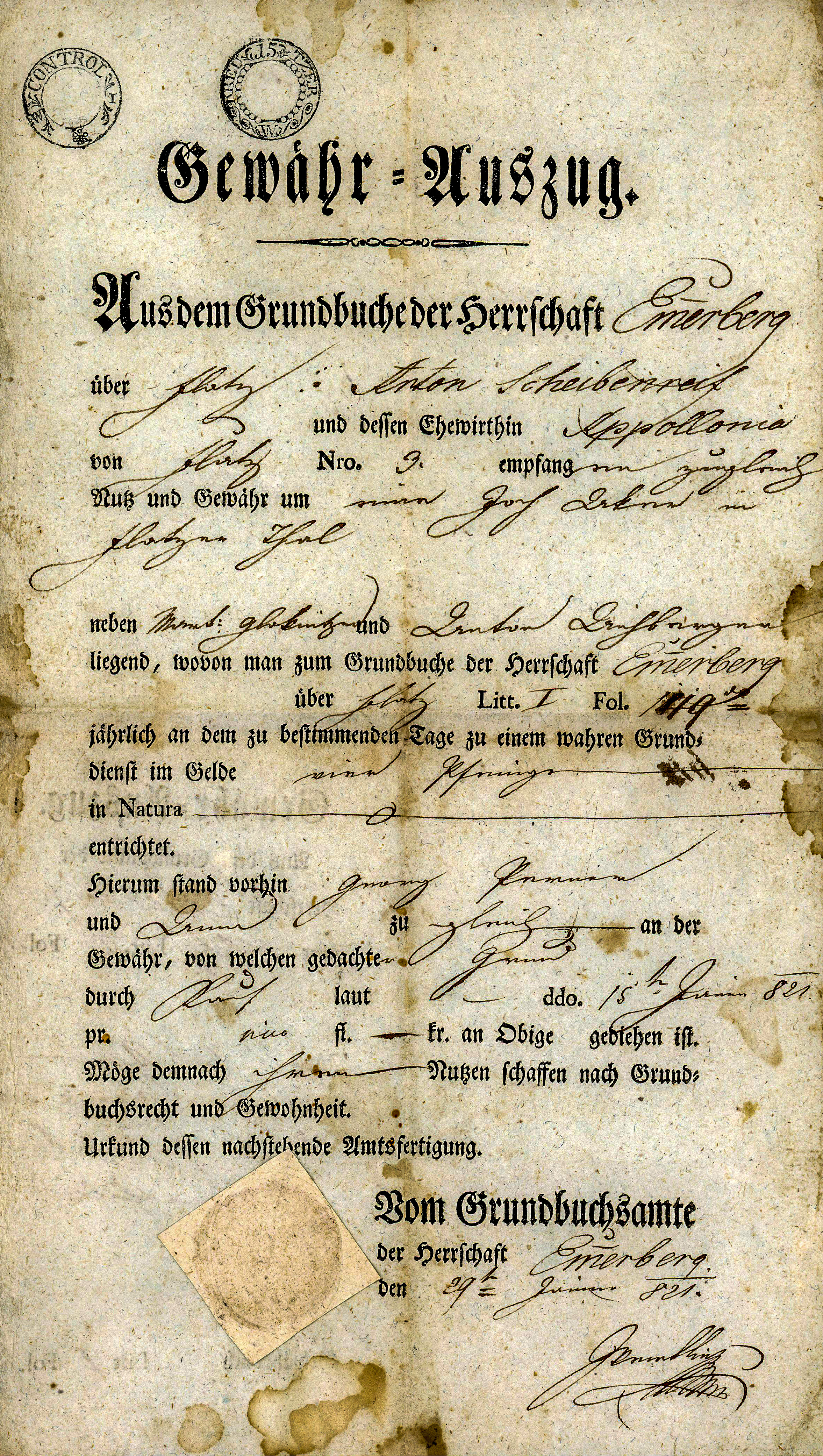
Gewähr-Auszug (Grundbuch) für eine Abgeltung in Geld 1821

In der Mitte des 12. Jahrhunderts wird During von Prosset (Durinc de Brozzat) als Ministeriale von Otakar III. genannt. In welchem Verhältnis er zu Wulfing stand, ist nicht bekannt. 1182 erscheint wieder ein „Durinch de emberberc“ bei Ottokar IV. als Zeuge. 1185 ist „During de Emirberge“ (auch „Duringus de Emerberge“) Zeuge bei „Herzog Otacher“ bei der Verleihung von „Freiheiten und Schenkungen“ für das Stift Admont. During gilt als Stammherr der Herren von Emmerberg und Starhemberg. 1212 ist „Pertoldus de Embirberch“ bei Leopold VI. Zeuge für die Vergabe des Stadtrechts von Enns. In einer Zeugenliste in Passau wird er „Bertholdus dapifer de Emmerbergk“ genannt. „Dapifer“ bezeichnet das Amt des Truchsess, der oberste Aufseher über die fürstliche Tafel.

### Wolfenreut 1433 bis 1549

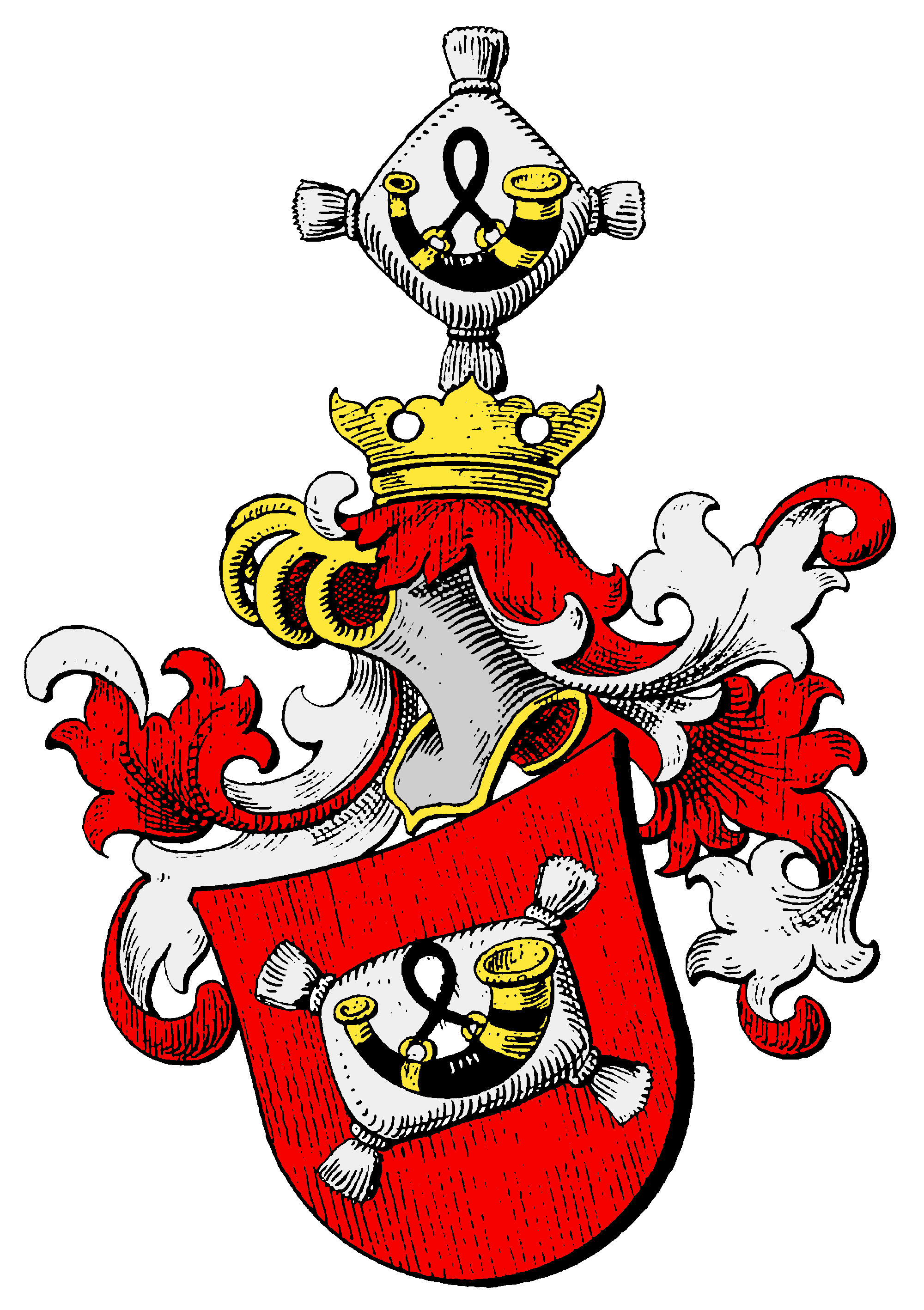
Wappen der Familie Teufel

1433 ist Albrecht der Wolfenreuter als Inhaber von Emmerberg genannt. Er war 1420 bis 1433 niederösterreichischer Landuntermarschall und 1429/32 Salzburger Hofmeister in (Hof-)Arnsdorf. Die Familie hatte die Herrschaft fast 120 Jahre inne. Ein Jörg Wolfenreuter verkaufte 1455 Bernhard dem Dachensteiner das Dorf Gerestorf (Gerasdorf am Steinfeld). 1503 bis 1513 hatte Wilhelm Wolfenreuter die Herrschaft Stixenstein vom Kaiser pfandweise inne. 1524 kam Emerberg an Ritter Georg von Wolfenreut, Pfleger der Herrschaft Neustadt. Der letzte männliche Wolfenreuter auf Emmerberg, Georg von Wolfenreith, starb am 24. April 1549. Er und seine Gemahlin sind im Mittelschiff der Pfarrkirche zu Wiener Neustadt begraben. Eine rote Marmortafel mit Wappen und Inschrift zeigt ihn und seine Gemahlin.
Zuvor hatte er seine Tochter Elisabeth mit Erasmus von Schärfenberg verheiratet, der nun Herr auf Emmerberg wurde. Elisabeth (sie stirbt 1579) vererbte die Burg an ihre zwei Töchter Julia und Sidonie, worauf das Manneslehen als verfallen erklärt wurde. Schärfenberg erwirkte daraufhin von der Landesregierung die sogenannte Viertelsgnade, d. h. den Zuspruch für den vierten Teil des Lehens. Er bekam damit aber anscheinend das gesamte Lehen unter seine Kontrolle, da er es bald danach, laut Lehensbrief vom 11. Februar 1581, an den Freiherren von Teufel um 11.220 fl (Gulden) veräußerte.

### Teufel 1581 bis 1593
Für rund 10 Jahre waren die Brüder Teufel, die Freiherren Christoph, Johann Christoph, Georg Christoph und Johann Christian zu Gundersdorf (1581–1592) Besitzer der Herrschaft. Beim Verkauf 1593 behält sich Hans Christoph Teufel vom Gesamtkomplex der Herrschaft Emmerberg „acht underthan zu Winzendorf und zwen underthan zu Nötting“ zurück.

### Brassican 1593 bis 1706
Um 1590 belehnte Kaiser Rudolf II. (HRR) Johann Alexander von Brassican († 1631) mit der Veste Emmerberg und verlieh ihm das Recht sich und seine Nachkommen danach zu benennen. Die Brassicani oder von Brassican stammten aus Mitteldeutschland. Der Familienname ist die latinisierte Form von „Koelburger“ oder „Kohlburger“. Die Wiener Kollburggasse im 16. Bezirk ist nach Ambros Brassicani von Kollburg (auch Kölburg) (1589–1669), Besitzer des Freihofs Ottakring benannt. Wie schon der Vater von Johann Alexander, Johann Philipp Brassicanus, war auch er kaiserlicher Burghauptmann zu Neustadt. Johann Alexander war der Enkel von Johannes Ludwig Brassicanus (1509–1549), zweimaliger Rektor der Universität Wien und katholisch. Vater Philipp Brassicanus und Onkel Ambros (ebenfalls Rektor an der Uni Wien, aber schon evangelisch) waren 1576 in den Ritterstand aufgenommen worden.
Emmerberg wurde von Alexanders Sohn, Hans Friedrich Brassican verwaltet, der den Besitz in einen Fideikommiss überführte. Im Jahr 1663 um die Zeit des Ersten Österreichischen Türkenkriegs macht sich Hanss Ludwig Brässican von Emerberg Gedanken über eine Sperre der Prosset und die dafür notwendige Befestigungen. Er schlug auch vor, den „grossen Teicht“ der Teichmühle, der durch viele Unwetter mit Erde verlegt war, zu räumen und dahingehend auszubauen, dass er zur Feindesabwehr durch die Prossetschlucht abgelassen werden könne, etwa wenn Wiener Neustadt belagert werden würde. Aufgrund des eher geringen Wasservolumens des Baches scheint das Projekt etwas zu ambitioniert, aber es muss vor dem Hintergrund des Werbens um finanziellen Unterstützung der Landesstände für die Türkenabwehr gesehen werden, was ihm als Inhaber der Herrschaft Emmerberg genützt hätte. Nach dem Tod von Johann Friedrich (1685) ging Emmerberg an seine zweitgeborene Tochter Maria Theresia verheiratet mit Franz Valerian Freiherr von Podstatzky. Laut niederösterreichischem Gültenbuch war die nächste Besitzerin Anna Margareta Freiin von Bergen, geb. Freiin von Garnier, die 1686 von Theresia kaufte. 1707 kam Emmerberg an den Erben von Anna, Johann Anton Graf von Spaur, der auch die benachbarte Herrschaft Stahremberg-Fischau innehatte.

Wappen der Familie Heusenstamm

### Heussenstein 1706 bis 1805
Die Herrschaften Emmerberg und Starhemberg kamen 1706 in den Besitz des Grafen Heussenstein. Aus steuerlichen Gründen (Dachsteuer) ließ Graf Heinrich von Heussenstein 1760 den Eichendachstuhl abdecken und das Material verkaufen. Das führte zum Verfall der Burg. Karl Reichsgraf v. Heußenstamm zu Heißenstein und Grafenhausen, Freiherr zu Starhemberg-Emmerberg (1799–1871) war der letzte, der Emmerberg im Namen führte. Er war noch vor dem Verkauf von Starhemberg und Emmerberg geboren und lebte in Wien. Die Familie hatte seit 1637 das vom Kaiser Ferdinand III. verliehene Recht, „...sich nach etwa noch zu erwerbenden Schlössern und Herrschaften nennen zu dürfen.“

### Watzdorf 1811 bis 1813
Ab 1805 fiel der Besitz zuerst an eine Frau Minassi, etwas später an Vincenz von Suttner, 1807 an die Freiherren von Stutterheim. 1811 erbte der königlich-sächsische Offizier Karl Friedrich Ludwig von Watzdorf (1759–1840), Gesandter am russischen Zarenhof, die Herrschaft Emmerberg.

### Wartensleben 1814 bis 1833

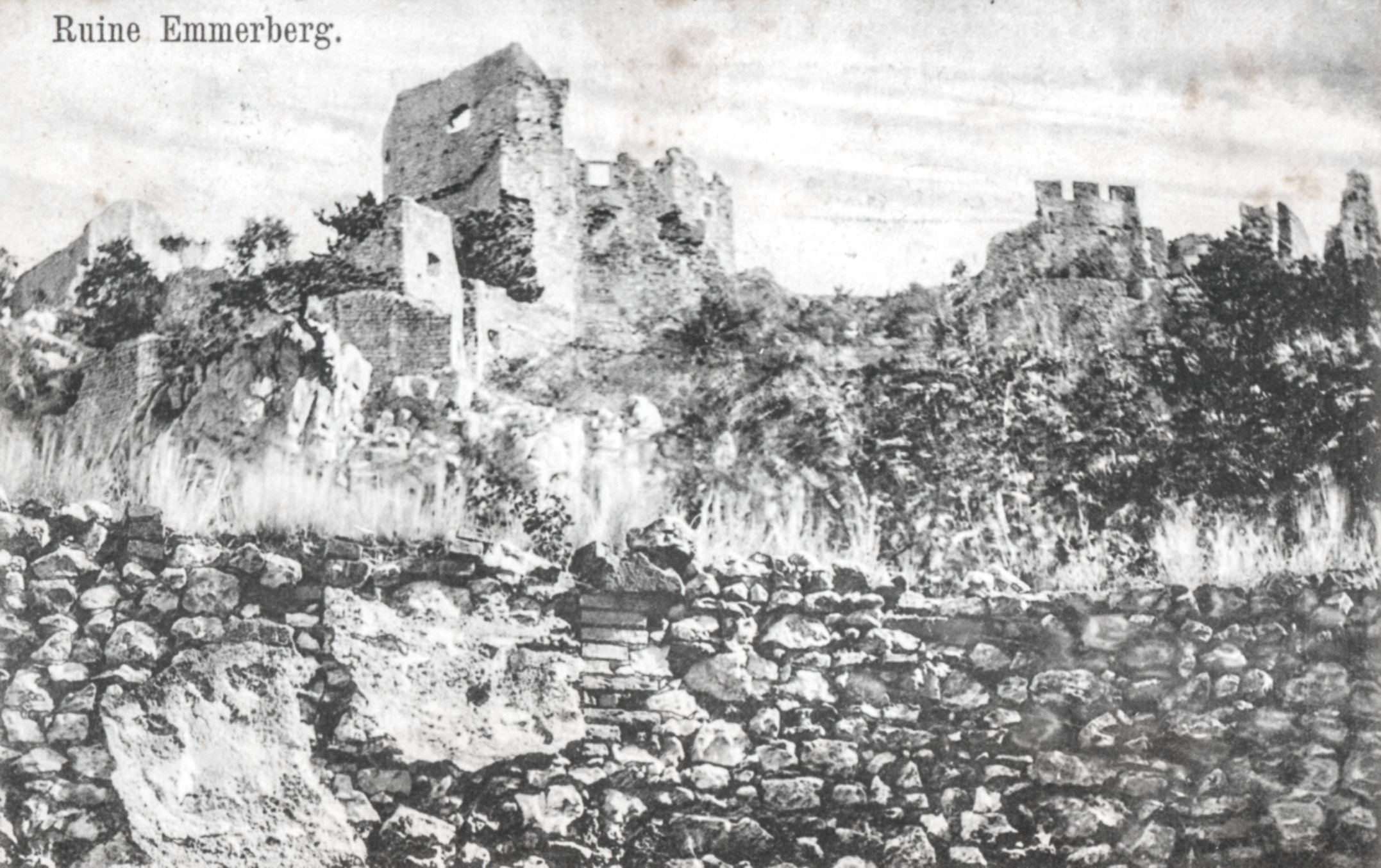
Ruine Emmerberg um 1900 mit verfallen Stallungen im Vordergrund

1814 kaufte der spätere k.k. Feldmarschallleutnant Ferdinand Wilhelm Graf Wartensleben (1778–1821) die Herrschaft Emmerberg um 141.250 Gulden und übernahm auch alle Außenstände. Er wurde vom Kaiser Franz II. mit der Herrschaft belehnt. Da ihm für seinen Einsatz in der Schlacht bei Wagram das Kommandeur Kreuz des Militär-Maria-Theresien-Orden verwehrt blieb, zog er sich enttäuscht aus dem Militärdienst zurück und widmete sich fortan der Zucht von Araber-Pferden. 1810 hatte er das knapp 40 km von Emmerberg entfernte Gut Rehhof bei Thenneberg an der Triesting erworben. Im Zuge der Napoleonischen Kriege war die Nachfrage nach Pferden sehr groß. Sein Zuchtprojekt war erfolgreich. Zu den Kunden zählten die Könige von Holland, Baiern, Neapel oder Württemberg. Er übersiedelte das Gestüt vom Rehhof nach Emmerberg, wo er ein Herrenhaus (das heutige Forsthaus) und große Stallungen (heute nur mehr Grundmauern ersichtlich) errichtete. Das Baumaterial wurde aus der Ruine Emmerberg gewonnen, wo sich auch seine untertänigen Bauern aus der Umgebung bedienten. Steinentnahmen gibt es bis heute, so sind z. B. die Fußbodensteine aus der restaurierten Kapelle verschwunden. Gartenmauern in der Umgebung wurden ebenfalls aus Steinen aus der Ruine errichtet.
Bald nahm Ferdinand seinen Militärdienst wieder auf. Er verstarb im März 1821 bei Lemberg, wo er auch begraben liegt. Sein jüngster Bruder Graf Alexander Wilhelm Wartensleben (1787–1844), der in Graz und später in Pest lebte, erbte 1821 die Herrschaft Emmerberg und den Rehhof. Als Alexanders Belehnung anstand, stellte sich heraus, dass für Emmerberg seit Frau Minassi keine Lehensbuchungen vorgenommen worden waren. Erschwert wurde die Situation durch den Umstand, dass die zuständigen Behörden, die niederösterreichische Lehenskammer und die Hofkammerprokuratur, unterschiedliche Positionen bezüglich der Abgaben vertraten. Außerdem hatte Ferdinand das Gut ohne Rückfragen bei der Regierung finanziell belastet. Sein Nachlass wurde daher unter Zwangsverwaltung gestellt. Alexander anerkannte erst 1829 das Lehensband und wurde 1832 mit Emmerberg belehnt, aber der Konkurs war unvermeidbar. Das Gestüt, wieder zurück am Rehhof, war schon 1830 versteigert worden. Es bestand aus 20 trächtigen Stuten, drei Hengsten sowie mehreren Jungpferden.

### Habsburg-Lothringen ab 1833
1833 kauft Erzherzog Rainer, Vizekönig von Lombardo-Venetien, Emmerberg um 80.000 Gulden.
Erzherzog Rainer war der letzte Inhaber der Allodialherrschaft. Nach den Reformen 1848/1849 wurde die Herrschaft aufgelöst. Der verbleibende Großgrundbesitz ist bis heute im Besitz der Familie Habsburg-Lothringen.